# 穆斯哈特 (伊利諾伊州)
穆斯哈特（英語：Mooseheart）是位於美國伊利諾伊州凱恩縣的一個非建制地區。

## 地理
穆斯哈特的座標為41°49′06″N 88°19′53″W / 41.81833°N 88.33139°W，而該地的平均海拔高度為220米（即722英尺）。